# Raymond Massey
Raymond Hart Massey (Toronto, Kanada, 1896. augusztus 30. – Los Angeles, Kalifornia, 1983. július 29.) Oscar-díjra jelölt kanadai származású amerikai színész. 
Nevét Abraham Lincoln amerikai elnök megformálásával hozzák összefüggésbe: először a Broadway színpadán keltette életre az Abe Lincoln in Illinois című színdarabban, majd tévésorozatokban és a darabból készült filmadaptációban is. Kései éveiben ismert volt még a Dr. Kildare tévésorozattal.

## Élete

### Az I. világháborúban
Massey egy tehetős családba született Ann és Chester Daniel Massey második gyermekeként. Bátyja, Vincent, Kanadában politizált, majd 1952-ben VI. György brit király megtette az ország 18. főkormányzójának. Raymond Massey iskolás korában is szerepelt már színpadon, de a színészet világa csak sokkal később vonzotta magához. A Torontói Egyetem hallgatója volt, mikor őt és bátyját besorozták a kanadai hadseregbe az első világháború kitörésekor. Massey hadnagy ranggal a tüzérséghez került, és Belgiumban harcolt a nyugati fronton, amíg 1916-ban az úgynevezett Zillebeke bevetésen megsérült, és hazaküldték meggyógyulni. 1918-ban Szibériába ment, és a katonák szórakoztatásáért felelt, itt tapasztalta meg, milyen közönség előtt fellépni.
A háború véget értével Massey visszatért Kanadába, hogy a családja vállalkozását tovább vigye, de a mezőgazdasági eszközök koránt sem hozták annyira lázba, mint a szibériai katonák összetákolt színháza. Massey engedélyt kért az apjától, hogy Oxfordba mehessen, és 1922-ben Londonban kapta meg első hivatalos színpadi szerepét O’Neill In The Zone című színművében. Közel tíz évig szórakoztatta az angol közönséget, némely színdarabnak a rendezését is elvállalta. 1931-ben főszerepet kapott immár az Egyesült Államok Broadwayén, ahol is Shakespeare Hamletjét formálta meg. Játéka azonban nem lelt nagy tetszésre, és öt évet kellett még várnia, amíg az első elismerő kritikát kapta a címszereplő Ethan Frome alakításáért Ruth Gordon és Pauline Lord mellett.

### Az elnök bőrében
Massey broadwayi debütálásával egyidőben kezdett el filmezni. Első nagy szerepe Sherlock Holmes volt a skót detektív kalandjait megörökítő első hangosfilmben, The Speckled Bandben. Ezt követte Az öreg sötét ház (más fordításban a Titkok háza) Boris Karloff-fal és Melvyn Douglasszel. Massey-t ezután gonosz karakterek képében láthatta a közönség, mint Chauvelin A vörös Pimpernelben, Black Michael A zendai fogolyban (más fordításban Királyi zűr) és Ghul herceg, Korda Sándor epikus történelmi filmjében, a Riadó Indiában (vagy Dobpergés). Massey rendkívüli magassága tökéletes volt a legendás amerikai elnök, Abraham Lincoln megformálására az Abe Lincoln in Illinois című darabban, amely Pulitzer-díjat is nyert. A színmű olyan nagy sikert aratott a Broadwayen, hogy alig egy évre rá filmadaptációt kapott John Cromwell-lel a rendezői székben. Massey-t hiteles játékáért Oscar-díjra jelölték legjobb férfi főszereplő kategóriában, és még az ötvenes és hatvanas években is előfordult, hogy őt kérték fel Lincoln elnök szerepére különféle műsorokban akár egy epizód erejéig.
Magánélete ebben az időben szokatlan fordulatot vett. Második feleségétől, Adrienne Allentől, tíz év házasság után elvált, de az igazán furcsa az volt, hogy a válás után összekötötte életét ki-ki a maga ügyvédjével, Massey esetében Dorothy Whitney-vel egészen az asszony haláláig. Az eset később megihlette Ruth Gordont és párját, és megírták az Ádám bordája forgatókönyvét, amelyet 1949-ben mutattak be Spencer Tracy és Katharine Hepburn főszereplésével. Massey-nek Allentől való házasságából két gyermeke született, Daniel és Anna Massey, mind a ketten színészként futottak be.
1940-ben Massey újabb történelmi figurát, John Brownt, a rabszolgafelszabadítás nagy törekvőjét testesítette meg Kertész Mihály a Santa Fé ösvény című filmjében, főszerepben Errol Flynn-nel. Massey ezenfelül a Powell-Pressburger páros négy munkájában is közreműködött, kiemelhető ebből a Diadalmas szerelem című fantasyfilm, valamint az 1961-es The Queen's Guards, amiben fiával, Daniellel játszott együtt. 1947-ben Eugene O’Neill színművének megfilmesített változatában játszotta Ezra tábornokot, főszerepben Rosalind Russell-lel az Amerikai Elektrában. Ezután King Vidorral és Gary Cooperrel együtt dolgozott Az ősforrásban.

### Kései évek
Az ötvenes évekre Massey a televízióban is feltűnt különböző vendégszerepekben, mint a Robert Montgomery Presents vagy a General Electric Theatre. Massey két kiemelkedő filmalkotása volt az Édentől keletre, főszerepben a tragikusan elhunyt James Deannel és Elia Kazannal a rendezői posztban, és a Seven Angry Men, amiben Massey ismét John Brownt formálta meg. 1961-ben indult útjára a Dr. Kildare tévésorozat címszerepben Richard Chamberlainnel, Massey pedig aktív mellékszereplőként emelte a stáb morálját. Úgyszintén a hatvanas években kezdett el Massey aktívan politizálni, és a republikánusok mellett kampányolni.
Massey egészen a hetvenes évek elejéig szüntelenül filmezett, 1973-ban a Darling Daughter filmsorozat második részében volt látható utoljára. Életéről két ízben írt önéletrajzi regényt, egyet 1976-ban, a másikat 1979-ben. 1983-ban hunyt el betegeskedés után, alig pár héttel a nyolcvanhetedik születésnapja előtt.
Raymond Massey-t eddig kétszer formálták meg a filmtörténetben. Először az 1983-as Grace Kellyről szóló tévéfilmben (Paul Lambert), másodszor Edward Herrmann 2001-ben James Franco főszereplésével, a James Deanről készült tévéfilmben.

## Filmográfia

### Színpadi szereplések[13]
- Symphony in Two Flats (1930)
- Hamlet, dán királyfi (1931)
- The Shining Hour (1934)
- Ethan Frome (1936)
- Abe Lincoln in Illinois (1938–39)
- The Doctor's Dilemma (1941)
- Candida (1942)
- Lovers and Friends (1943–44)
- Pygmalion (1945–46)
- How I Wonder (1947)
- The Father (1949–50)
- John Brown's Body (1953)
- J.B. (1958–59)

### Filmek
| Év   | Cím                                                  | Szerep                                 | Megjegyzés |
| ---- | ---------------------------------------------------- | -------------------------------------- | --- |
| 1929 | Hight Treason                                        | a Szövetségi Államok Bíróságának tagja | nincs a stáblistán |
| 1929 | The Crooked Billet                                   | ?                                      | nincs a stáblistán |
| 1931 | The Speckled Band                                    | Sherlock Holmes                        | forgatókönyvíró: Arthur Conan Doyle                                                                                    |
| 1932 | The Face at the Window                               | Paul le Gros                           | |
| 1932 | Az öreg sötét ház vagy Titkok háza                   | Philip Waverton                        | főszerepben Boris Karloff, Melvyn Douglas és Charles Laughton                                                          |
| 1934 | A vörös Pimpernel                                    | Chauvelin                              | partner: Leslie Howard és Merle Oberon                                                                                 |
| 1936 | Ami még jön vagy Mi lesz holnap?                     | John Cabal Oswald Cabal                | partner: Edward Chapman és Ralph Richardson                                                                            |
| 1937 | Tüzek Anglia felett                                  | II. Fülöp spanyol király               | főszerepben Laurence Olivier, Flora Robson és Vivien Leigh                                                             |
| 1937 | Dreaming Lips                                        | Miguel del Vayo                        | partner: Elisabeth Bergner                                                                                             |
| 1937 | Vörös talárban                                       | Richelieu bíboros                      | partner: Conrad Veidt és Annabella                                                                                     |
| 1937 | A zendai fogoly vagy Királyi zűr                     | Black Michael                          | főszerepben Ronald Colman                                                                                              |
| 1937 | A hurrikán                                           | DeLaage                                | rendezte John Ford |
| 1938 | Dobpergés vagy Riadó Indiában                        | Ghul herceg                            | rendezte Korda Sándor partner: Sabu                                                                                    |
| 1939 | Black Limelight                                      | Peter Charrington                      | |
| 1940 | Abe Lincoln in Illinois                              | Abraham Lincoln                        | rendezte John Cromwell partner: Gene Lockhart és Ruth Gordon                                                           |
| 1940 | Santa Fé ösvény vagy Út Santa Fébe                   | John Brown                             | rendezte Kertész Mihály partner: Errol Flynn és Olivia de Havilland                                                    |
| 1941 | A negyvenkilences szélességi fok                     | Andy Brock                             | rendezte Michael Powell forgatókönyvíró Pressburger Imre partner: Leslie Howard és Laurence Olivier                    |
| 1941 | Dangerously They Live                                | Dr. Ingersoll                          | partner: John Garfield és Nancy Coleman                                                                                |
| 1942 | Arat a vihar                                         | Cutler király                          | rendezte Cecil B. DeMille főszerepben Ray Milland, John Wayne és Paulette Goddard                                      |
| 1942 | Desperate Journey                                    | Otto Baumeister őrnagy                 | főszerepben Errol Flynn, Ronald Reagan és Nancy Coleman                                                                |
| 1943 | Az óceán hősei vagy Ütközet az Észak-Atlanti-óceánon | Steve Jarvis százados                  | partner: Humphrey Bogart                                                                                               |
| 1944 | Canterburyi mesék                                    | narrátor                               | rendezte és a forgatókönyvet írta Michael Powell és Pressburger Imre főszerepben Eric Portman                          |
| 1944 | Arzén és levendula                                   | Jonathan Brewster                      | rendezte Frank Capra főszerepben Cary Grant                                                                            |
| 1944 | Nő az ablak mögött                                   | Frank Lalor                            | főszerepben Edward G. Robinson és Joan Bennett                                                                         |
| 1945 | Hotel Berlin                                         | Arnim von Dahnwitz                     | partner: Faye Emerson és Helmut Dantine                                                                                |
| 1945 | God is My Co-Pilot                                   | Claire L. Chennault vezérőrnagy        | partner Dennis Morgan és Dane Clark                                                                                    |
| 1946 | Diadalmas szerelem                                   | Abraham Farlan                         | rendezte és a forgatókönyvet írta Michael Powell és Pressburger Imre partner: David Niven, Roger Livesey és Kim Hunter |
| 1947 | Megszállott                                          | Dean Graham                            | főszerepben Joan Crawford és Van Heflin                                                                                |
| 1947 | Amerikai Elektra                                     | Ezra Mannon dandártábornok             | forgatókönyvíró: Eugene O’Neill partner: Rosalind Russell, Michael Redgrave, Katína Paxinú és Kirk Douglas             |
| 1949 | A forrás                                             | Gail Wynand                            | rendezte King Vidor főszerepben Gary Cooper és Patricia Neal                                                           |
| 1949 | Roseanna McCoy                                       | idős Randall McCoy                     | főszerepben Farley Granger, Joan Evans és Charles Bickford                                                             |
| 1950 | Chain Lightning                                      | Leland Willis                          | főszerepben Humphrey Bogart és Eleanor Parker                                                                          |
| 1950 | Barricade                                            | Kruger főnök                           | partner: Dane Clark és Ruth Roman                                                                                      |
| 1950 | Dallas                                               | Will Marlow                            | főszerepben Ruth Roman, Gary Cooper és Steve Cochran                                                                   |
| 1951 | Sugarfoot                                            | Jacob Stint                            | főszerepben Randolph Scott                                                                                             |
| 1951 | David and Bathsheba                                  | Nathan                                 | főszerepben Gregory Peck és Susan Hayward                                                                              |
| 1951 | Come Fill The Cup                                    | John Ives                              | főszerepben James Cagney és Phyllis Thaxter                                                                            |
| 1952 | Carson City                                          | Big Jack Davis                         | rendezte Tóth Endre főszerepben Randolph Scott                                                                         |
| 1953 | The Desert Song                                      | Yousseff sejk                          | főszerepben Kathryn Grayson és Gordon MacRae                                                                           |
| 1955 | Prince of Players                                    | Junius Brutus Booth                    | főszerepben Richard Burton és Maggie McNamara                                                                          |
| 1955 | Csatakiáltás                                         | Snipes vezérőrnagy                     | főszerepben Van Heflin, Aldo Ray és Mona Freeman                                                                       |
| 1955 | Édentől keletre                                      | Adam Task                              | rendezte Elia Kazan partner: James Dean és Julie Harris                                                                |
| 1955 | Seven Angry Men                                      | John Brown                             | partner: Debra Paget és Jeffrey Hunter                                                                                 |
| 1957 | Omar Khayyam                                         | perzsa sah                             | partner: Debra Paget, Cornel Wilde, Michael Rennie                                                                     |
| 1958 | Now That April's Here                                | narrátor                               | |
| 1958 | The Naked and The Dead                               | Cummings ezredes                       | főszerepben Aldo Ray és Cliff Robertson                                                                                |
| 1961 | The Great Impostor                                   | Abbott Donner                          | főszerepben Tony Curtis                                                                                                |
| 1961 | The Fiercest Heart                                   | Willem Prinsloo                        | partner: Stuart Whitman, Juliet Prowse, Ken Scott és Geraldine Fitzgerald                                              |
| 1961 | The Queen's Guards                                   | Fellowes százados                      | rendezte Michael Powell partner: Daniel Massey és Robert Stephens                                                      |
| 1962 | A vadnyugat hőskora                                  | Abraham Lincoln                        | rendezte John Ford és Henry Hathaway partner: James Stewart, John Wayne, Gregory Peck, Carroll Baker és Henry Fonda    |
| 1967 | Saint Joan                                           | az inkvizitor                          | főszerepben Geneviève Bujold                                                                                           |
| 1969 | Mackenna aranya                                      | prédikátor                             | főszerepben Gregory Peck és Omar Sharif                                                                                |
| 1972 | All My Darling Daughters                             | Matthew Cunningham                     | főszerepben Robert Young és Eve Arden                                                                                  |
| 1973 | The President's Plane Is Missing                     | Sharkey titkára                        | főszerepben Buddy Ebsen és Arthur Kennedy                                                                              |
| 1973 | My Darling Daughters' Anniversary                    | Matthew Cunningham                     | főszerepben Robert Young és Ruth Hussey                                                                                |

### Televíziós sorozatok
| Év      | Cím                           | Szerep |
| ------- | ----------------------------- | --- |
| 1938    | Picture Page                  | (egy epizód) |
| 1948    | The Ford Theatre Hour         | Clinton Jones (egy epizód)                                                                                              |
| 1950    | The Ford Theatre Hour         | Mr Radfern (egy epizód)                                                                                                 |
| 1950    | The Clock                     | (egy epizód) |
| 1950    | Pulitzer Prize Playhouse      | Abraham Lincoln (egy epizód)                                                                                            |
| 1951    | Lux Video Theatre             | Abraham Lincoln (egy epizód)                                                                                            |
| 1951    | Betty Crocker Star Matinee    | (egy epizód) |
| 1952    | Lights Out                    | (egy epizód) |
| 1952–56 | Robert Montgomery Presents    | 1952: (egy epizód) 1954: Dr. Henry Craig (egy epizód) 1955: Dr. Clark Evans (egy epizód) 1956: Benton bíró (egy epizód) |
| 1955    | The 20th Century-Fox Hour     | George Apley (egy epizód)                                                                                               |
| 1955–57 | Producers' Showcase           | 1955: Stackpoole (egy epizód) 1957: miniszterelnök (egy epizód)                                                         |
| 1955–57 | I Spy                         | Anton, a mesteri kém |
| 1955–59 | General Electric Theater      | 1955: Lord Hook (egy epizód) 1959: Paul von Hindenburg (egy epizód)                                                     |
| 1956    | Ford Star Jubilee             | Abraham Lincoln (egy epizód)                                                                                            |
| 1956    | Goodyear Television Playhouse | (egy epizód) |
| 1956    | Climax!                       | Sir George Sidney (egy epizód) Doc Woodward (egy epizód)                                                                |
| 1956    | Man's Heritage                | házigazda (n.a) |
| 1957    | Kraft Television Theatre      | (egy epizód) Paul Hardwick (egy epizód)                                                                                 |
| 1958    | Armchair Theatre              | Sir George Sidney (egy epizód)                                                                                          |
| 1959    | Westinghouse Desilu Playhouse | Amos Claypool (egy epizód)                                                                                              |
| 1959    | Alfred Hitchcock Presents     | Sam Pine (egy epizód)                                                                                                   |
| 1960    | Playhouse 90                  | Ricquoi atya (egy epizód)                                                                                               |
| 1960    | Zane Grey Theater             | Malachi West (egy epizód)                                                                                               |
| 1960    | Riverboat                     | Sir Oliver Garnett (egy epizód)                                                                                         |
| 1960    | Wagon Train                   | IX. Montezuma (egy epizód)                                                                                              |
| 1960–67 | Insight                       | 1960: (egy epizód) 1962: (egy epizód) 1967: (egy epizód)                                                                |
| 1961    | Our American Heritage         | Abraham Lincoln (egy epizód)                                                                                            |
| 1961    | Adventures in Paradise        | William Brooks százados (egy epizód)                                                                                    |
| 1961–66 | Dr. Kildare                   | Dr. Leonard Gillespie                                                                                                   |
| 1966    | The Girl from UNCLE           | B. Elzie Bubb (egy epizód)                                                                                              |
| 1971    | Night Gallery                 | Archie Dittman ezredes (egy epizód)                                                                                     |
| 1972    | Night Gallery                 | Dr. Glendon (egy epizód)                                                                                                |

## Díjak és jelölések
| Év   | Cím                     | Díj                           | Kategória                | Eredmény |
| ---- | ----------------------- | ----------------------------- | ------------------------ | -------- |
| 1941 | Abe Lincoln in Illinois | Oscar-díj                     | Legjobb férfi főszereplő | Jelölve  |
| 1960 |                         | csillag a Hírességek sétányán | mozgókép                 | Elnyerte |
| 1960 | televízió               | csillag a Hírességek sétányán | Elnyerte                 |          |